# Bardala labarda
Bardala labarda är en spindelart som först beskrevs av Roberts 1983.  Bardala labarda ingår i släktet Bardala och familjen klotspindlar.
Artens utbredningsområde är Aldabra. Inga underarter finns listade.